# Helikopter 3
Helikopter 3, hkp 3, var den svenska Försvarsmaktens militära beteckning på Bell 204B och var licenstillverkad av Agusta. Hkp 3 var en medeltung helikopter som anskaffades till både Flygvapnet samt Arméflyget som hkp 3A.
Relativt snart visade det sig dock att man hade motorproblem med hkp 3A, vilket gjorde att man sedermera bytte till en starkare motor på alla helikopterindivider varvid beteckningen ändrades till hkp 3B. Armén valde senare att även modifiera sina hkp 3 med en större huvudrotor (48-fot mot ursprungliga 44-fot) för att förbättra fartprestanda och manöverbarhet samt höja den maximala startvikten, denna variant fick beteckningen hkp 3C.
Totalt anskaffades 23 hkp 3 och den var i tjänst fram till 2001. Den roll hkp 3 hade haft inom Flygvapnet som FRÄD-helikopter togs över av helikopter 10 och den roll hkp 3 hade haft i Arméflyget som medeltung transporthelikopter togs över av helikopter 11.

## Användning i Flygvapnet
Mellan 1962 och 1963 anskaffade Flygvapnet sju hkp 3A för lokal flygräddning (lokal FRÄD), helikoptrarna modifierades sedermera till hkp 3B. Helikoptrarna var i tjänst vid Flygvapnet fram till 1997, då kvarvarande helikopterindivider överfördes till det nybildade förbandet Helikopterflottiljen.

### Haverier
- Den 21 augusti 1986 havererade 03304, tillhörande F21 (långtidslånad från Arméflyget), i samband med motorstörningar vid landning på Kallax flygplats. Besättningen ådrog sig benbrott och ryggskador, passageraren fick lindriga skador.[2]

## Användning i Arméflyget
Mellan 1962 och 1963 anskaffade Arméflyget sex hkp 3A och 1964 anskaffades sex hkp 3B. Dessa byggdes mellan 1967 och 1968 om till hkp 3C. År 1969 anskaffades tre hkp 3C och 1991 köptes ytterligare en hkp 3C av Österrikes flygvapen. Helikoptern anskaffades främst till olika former av transportuppdrag för Armén.
I början av 1960-talet fanns från svensk sida ett intresse att studera den relativt nya företeelsen beväpnade helikoptrar, vilket bl.a. ledde fram till att man under våren 1966 gjorde skjutprov med pansarvärnsroboten Robot 53 Bantam från hkp 3. Erfarenheterna från denna verksamhet ingick som en del i en studie som slutrapporterades under 1968.
Under två månader sommaren 1966 försåg Arméns helikopterskola Stockholms universitet med tre helikoptrar vid en expedition till Svalbard. För detta registrerades tillfälligt två helikopter 2 och en hkp 3 som civila helikoptrar.
Mellan 1979 och 1980 hjälpte Arméns helikopterskola Förenta nationerna med livsmedelstransporter till flyktingläger. För detta hade en hkp 3 lufttransporterats till Thailand med en av Flygvapnets TP 84.
Hkp 3 var i tjänst i Arméflyget fram till 1997, då kvarvarande helikopterindivider överfördes till det nybildade förbandet Helikopterflottiljen.

## Användning i Helikopterflottiljen
År 1998 skapades ett försvarsmaktsgemensamt helikopterförband (Helikopterflottiljen) genom att slå ihop de olika helikopterresurserna i Försvarsmakten. I och med detta överfördes Flygvapnets sex kvarvarande hkp 3B samt Arméflygets nio kvarvarande hkp 3C till Helikopterflottiljen. I denna organisation fortsatte hkp 3 att användas som transporthelikopter och var i tjänst i fram till 2001. 

## Användning i Försvarets materielverk
Försvarets materielverk (FMV) har haft tre hkp 3B vid Robotförsöksplats Norrland samt för sin provorganisation.

## Helikopterindivider
| Tillv. serienr | Militärt reg nr | Fen- nummer | Hkp 3_ | Tjänst i Flygvapnet | Tjänst i Arméflyg                | Tjänst i Hkpflj | Tjänst vid FMV | Kommentar | Bild |
| -------------- | --------------- | ----------- | ------ | ------------------- | -------------------------------- | --------------- | -------------- | --- | ---- |
| 3003           | 03421           | 81          | AB     | 1962–19651965–1997  |                                  | 1998–1999       |                | Bevarad vid Gotlands försvarsmuseum |      |
| 3004           | 03422           | 92          | AB     | 1962–19651965–( )   |                                  |                 |                | Bevarad vid Flygvapenmuseum i Linköping |      |
| 3005           | 03423           | 93          | AB     | 1962–19651965–1997  |                                  | 1998–1998       |                | |      |
| 3006           | 03424           | 94          | AB     | 1962–19651965–1997  |                                  | 1998–1998       |                | Bevarad vid Ängelholms flygmuseum |      |
| 3007           | 03425           | 95          | AB     | 1962–19651965–1997  |                                  | 1998–1998       |                | Bevarad vid Aeroseum i Göteborg |      |
| 3008           | 03426           | 96          | AB     | 1962–19651965–1997  |                                  | 1998–1998       |                | Hade först fennummer 86, är bevarad vid F 21 Museum i Luleå |      |
| 3042           | 03427           | 87          | AB     | 1963–19651965–1997  |                                  | 1998–1998       |                | |      |
| 3011           | 03301           | 41          | AC     |                     | 1962–(1967/1969)(1967/1969)–1995 |                 |                | Monterad som gate guardian utanför Försvarsmuseum Boden |      |
| 3015           | 03302           | 42          | AC     |                     | 1962–(1967/1969)(1967/1969)–1997 | 1998–2001       |                | Monterad på pelare som gate guardian framför Helikopterflottiljens kanslihus på Malmen                                                                          |      |
| 3018           | 03303           | 43          | AC     |                     | 1962–(1967/1969)(1967/1969)–1997 | 1998 - 2000     |                | Bevarad vid Nordiskt Flygteknikcentrum i Luleå |      |
| 3021           | 03304           | 44          | AC     |                     | 1963–(1967/1969)(1967/1969)–1986 |                 |                | Havererade 1986. |      |
| 3024           | 03305           | 45          | AC     |                     | 1963–(1967/1969)(1967/1969)–1997 | 1998 - 2000     |                | Bevarad som utbildning materiel vid Knuthahns flygtekniska gymnasium (Kallinge F 17. På bilden i Hangar 82 på flygtekniska gymnasiet i Kallinge, flygdagen2024) |      |
| 3040           | 03306           | 46          | AC     |                     | 1963–(1967/1969)(1967/1969)–1997 | 1998–2001       |                | Försök med Robot 53 Bantam 1966Bevarad vid Flygvapenmuseum i Linköping                                                                                          |      |
| 3055           | 03307           | 47          | BC     |                     | 1964–(1967/1969)(1967/1969)–1996 |                 |                | Monterad som gate guardian vid Vännäs motormuseum |      |
| 3062           | 03308           | 48          | BC     |                     | 1964–(1967/1969)(1967/69) - 1997 | 1998 - 2000     |                | Bevarad vid Nordiskt Flygteknikcentrum i Luleå |      |
| 3067           | 03309           | 49          | BC     |                     | 1964–(1967/1969)(1967/1969)–1997 | 1998–2000       |                | |      |
| 3071           | 03310           | 50          | BC     |                     | 1964–(1967/1969)(1967/69) - 1996 |                 |                | Bevarad vid Aeroseum i Göteborg |      |
| 3075           | 03311           | 51          | BC     |                     | 1964–(1967/1969)(1967/1969)–1997 | 1998–2001       |                | Bevarad vid Västerås flygmuseum |      |
| 3080           | 03312           | 52          | BC     |                     | 1964–(1967/1969)(1967/1969)–1996 |                 |                | |      |
| 3193           | 03313           | 53          | C      |                     | 1969–1997                        | 1998–2001       |                | Bevarad tidigare vid Försvarsmaktens tekniska skola |      |
| 3194           | 03314           | 54          | C      |                     | 1969–1997                        |                 |                | |      |
| 3195           | 03315           | 55          | C      |                     | 1969–1997                        | 1998–1999       |                | Bevarad vid Försvarsmuseum Boden |      |
| 3157           | 03316           | 56          | C      |                     | 1991–1996                        |                 |                | Kallades 'Österrikaren' då den var köpt av det Österrikiska flygvapnet, var en ersättare för 03304 som hade havererat 1986. Sedan 2021 privatägd.               |      |
| 3139           | 03139           | 91          | B      |                     |                                  |                 | 1986–1998      | Köpt av Österrikiska flygvapnet, är bevarad vid Svedinos Bil- och Flygmuseum i Ugglarp                                                                          |      |
| 3156           | 03156           | 93          | B      |                     |                                  |                 | 1987–2001      | Köpt av Österrikiska flygvapnet, är bevarad vid RFN museum i Vidsel                                                                                             |      |
| 3189           | 03189           | 92          | B      |                     |                                  |                 | 1985–2000      | Köpt av Österrikiska flygvapnet, är bevarad vid Svedinos Bil- och Flygmuseum i Ugglarp                                                                          |      |